# 馬哈林齊 (卡扎京區)
49°42′41″N 28°55′19″E / 49.71139°N 28.92194°E
馬哈林齊（烏克蘭語：Махаринці）是位於烏克蘭西南部文尼察州裏赫米利尼克區的村莊，始建於1612年，面積3.3平方公里，海拔高度264米，2001年人口1,844，人口密度每平方公里482.72人。